# 高士 (明代官员)
高士（1510年—1587年），字淳甫、又字志道，號南州，直隸松江府華亭縣人，民籍，明朝政治人物。

## 生平
嘉靖十年（1531年）應天府鄉試第七十九名舉人。嘉靖二十六年（1547年）中式丁未科會試第四十六名，登第三甲第一百四十七名進士。都察院觀政，授宁波府推官，擢升礼部祠祭司主事，以父年老乞求南方任职，改南吏部验封司主事，寻移疾告归。萬曆十五年正月卒，享年七十八。

## 家族
曾祖高平，號梅軒；祖父高博，州學正；父高國容，號松石，歲貢生，以長子高士封吏部主事。母莫氏，封安人（侄子莫如忠）。具庆下。從兄高節。弟高才、高年、高位。從弟高宪（省祭官）、高选。高才，號南阳，又自號达观子，官丰城县儒学训导。侄子高承祚（高年子），万历二十三年进士。
四子高伯恂、高仲憬、高叔恒、高季惺。